# Place Émile-Chanoux
 (décembre 2023).
Si vous disposez d'ouvrages ou d'articles de référence ou si vous connaissez des sites web de qualité traitant du thème abordé ici, merci de compléter l'article en donnant les références utiles à sa vérifiabilité et en les liant à la section « Notes et références ».
La place Émile-Chanoux est la place principale d'Aoste. Elle se trouve au cœur de la Vieille Ville, sa forme est rectangulaire. Elle s'ouvre le long de l'axe de l'ancien Decumanus maximus de la cité romaine, aujourd'hui la rue Jean-Baptiste-de-Tillier et la rue des Portes prétoriennes ; la rue Xavier-de-Maistre part de cette place vers le nord et l’avenue Conseil-des-Commis descend vers la gare.
La place était dédiée à Charles-Albert, roi de Sardaigne et duc de Savoie ; après la Seconde Guerre mondiale, elle a été renommée en l'honneur d'Émile Chanoux, avocat et personnalité politique valdôtaine, torturé et assassiné par la milice fasciste le 18 mai 1944.

## Histoire
En 1352, à cet endroit se dressait le couvent Saint-François, voulu par Amédée VI de Savoie (dit « le Comte Vert »), qui comprenait un clocher de quarante mètres de haut et un cloître. Parmi les plus anciens de la ville, il occupait tout le quadrilatère de la place actuelle. Sur le plan d'Aoste dressé à son époque par Jean-Baptiste de Tillier (1737), il signale la collégiale, son verger et ses jardins. Le même de Tillier préfère retenir la date de 1224 pour sa fondation. Cet édifice resta inaltéré jusqu'à 1835, quand les travaux pour la construction de l'Hôtel de Ville commencèrent. L'année suivante le couvent fut complètement abattu. La place située derrière l'Hôtel de Ville porte aujourd'hui le nom de Saint-François.
En 1924 est inauguré le monument au soldat valdôtain, en remplacement à celui dédié au médecin Laurent Cerise, déplacé aux jardins publics de l'avenue du Conseil des Commis.

## Édifices

### L'Hôtel de Ville
Article détaillé : Hôtel de ville d'Aoste
Construit en style néoclassique par Michel-Ange Bossi, architecte appelé tout exprès de Turin, l'Hôtel de Ville remplaça le couvent Saint-François. Commencés en 1835, les travaux s'achevèrent en 1841. Il faut remarquer, devant les deux pilastres du corps central, les deux fontaines avec les statues de la Doire Baltée et du Buthier, les deux rivières qui arrosent Aoste. À droite de l'édifice, se trouve un cadran solaire, à gauche une horloge.
À l'intérieur, les deux salles principales sont l'ancienne Salle du Conseil et le Salon ducal, où l'on peut admirer le plafond décoré à fresques avec les portraits d'Anselme d'Aoste, de Jean-Baptiste de Tillier et de René de Challant, et des plaques dédiées, entre autres, à Jean-Laurent Martinet et à Frédéric Chabod, et en souvenir de la construction du chemin de fer Ivrée-Aoste et de la proclamation de la République italienne.
Sur la place se dresse le monument aux Alpins tombés au combat pendant la Grande Guerre, sculpté en 1924 par Pietro Canonica.

### L'Hôtel des États
L'Hôtel des États est adjacent à l'Hôtel de Ville. Il fut bâti comme édifice à un étage au début du XVIIIe siècle, et modifié par la suite. Cet édifice fut le siège de l'assemblée des États généraux et du Conseil des Commis. Il accueille aujourd'hui des expositions temporaires.

### Autres édifices
D'autres édifices sur cette place ont marqué l'histoire de la ville au cours des XIXe et XXe siècles. En particulier, le palais sur le côté sud, ancien siège de l'Hôtel de la Couronne et de la Poste, qui fut à son époque l'un des plus luxueux de la Vallée. Sur ce même côté se trouve aussi la maison de l'écrivain savoyard Xavier de Maistre. Le Café national, ouvert en 1886 et fermé en 2020, se situait sous les arcades du côté nord ; il conserve une salle de style gothique à plan circulaire, dernier vestige du couvent Saint-François.

## Galerie de photos

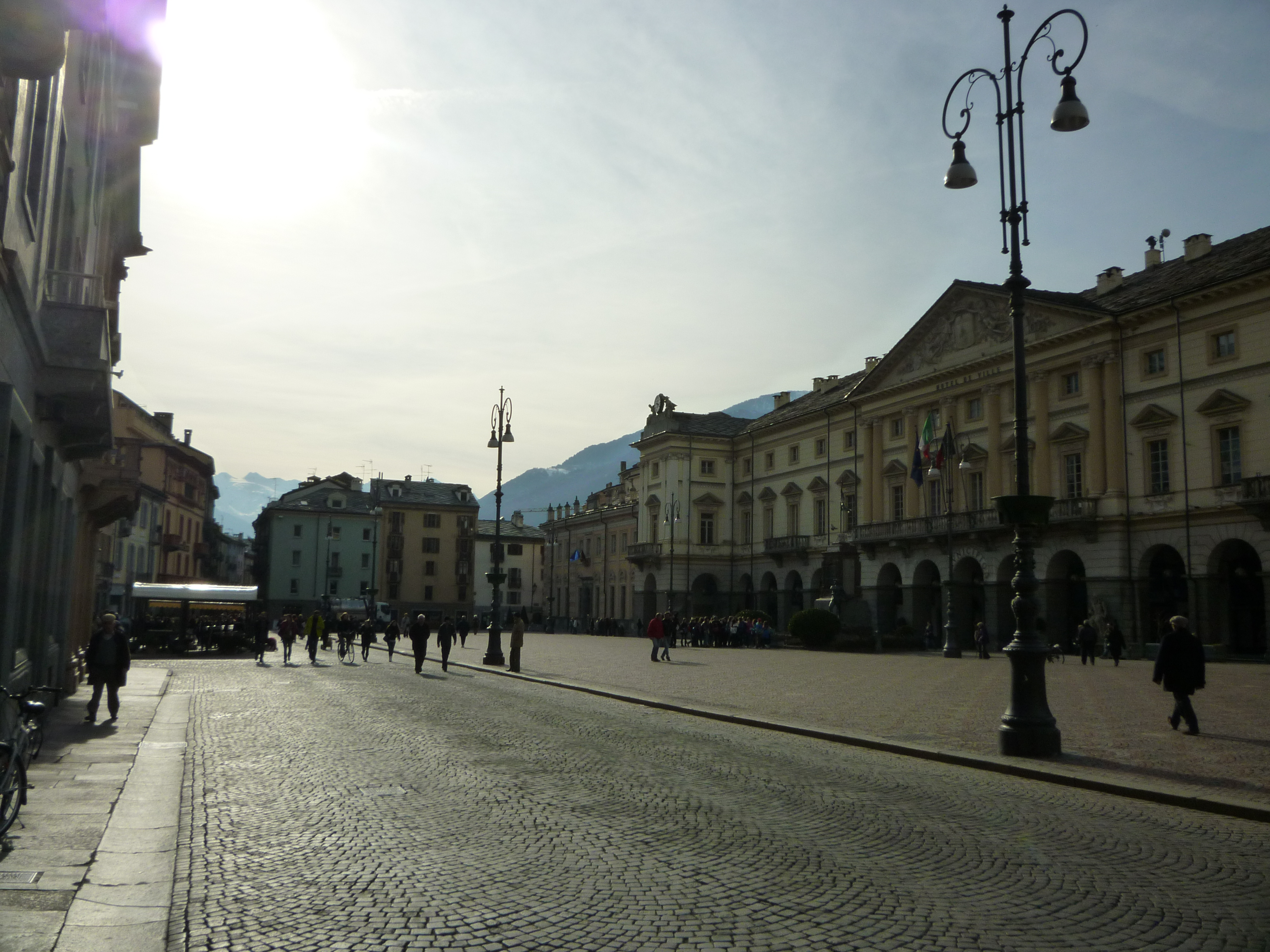
Vue de la place (de l'est) : sur la gauche, au fond, l'édifice jaune de l'ancien Hôtel de la couronne et de la poste.
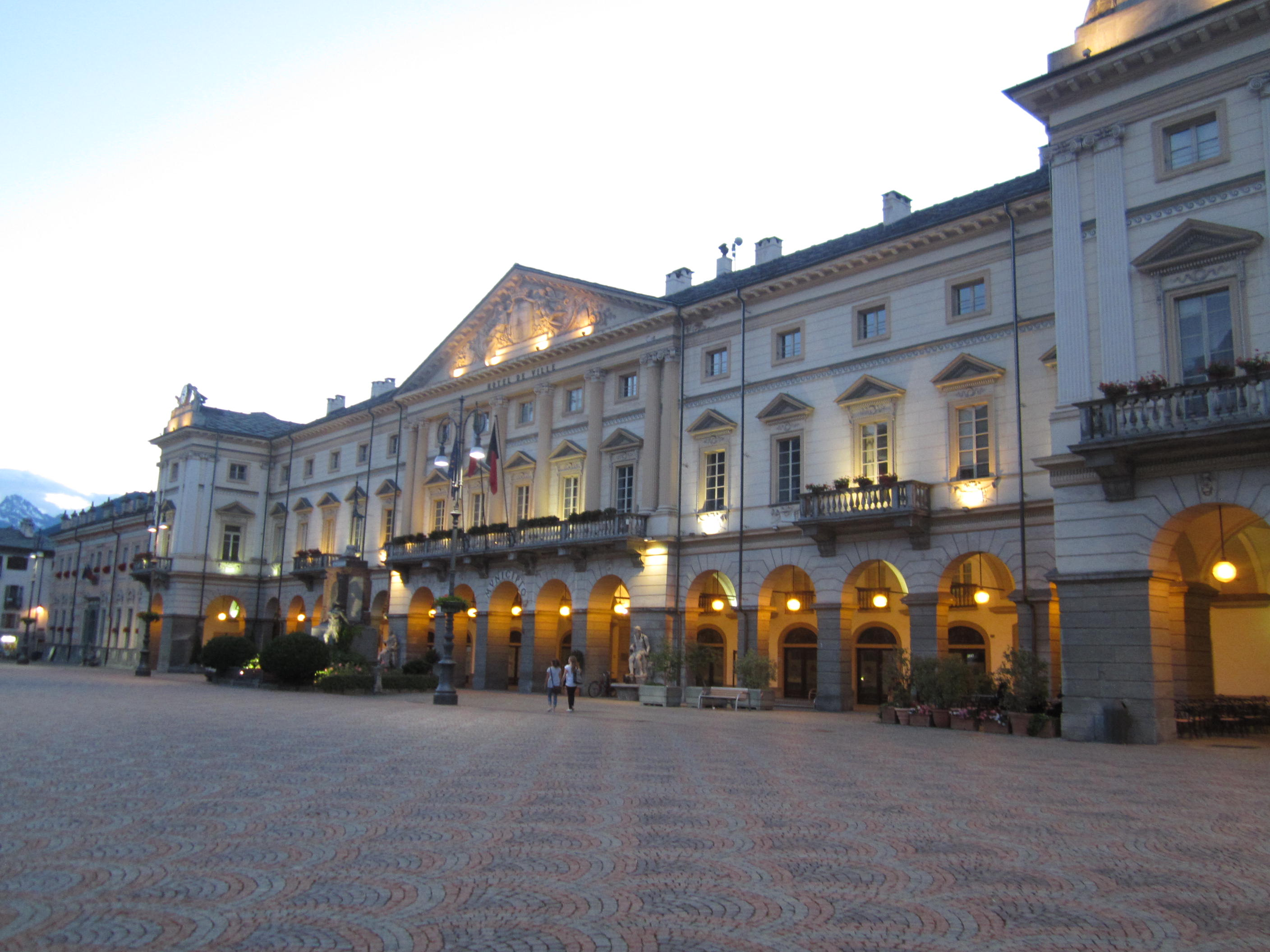
L'Hôtel de Ville.
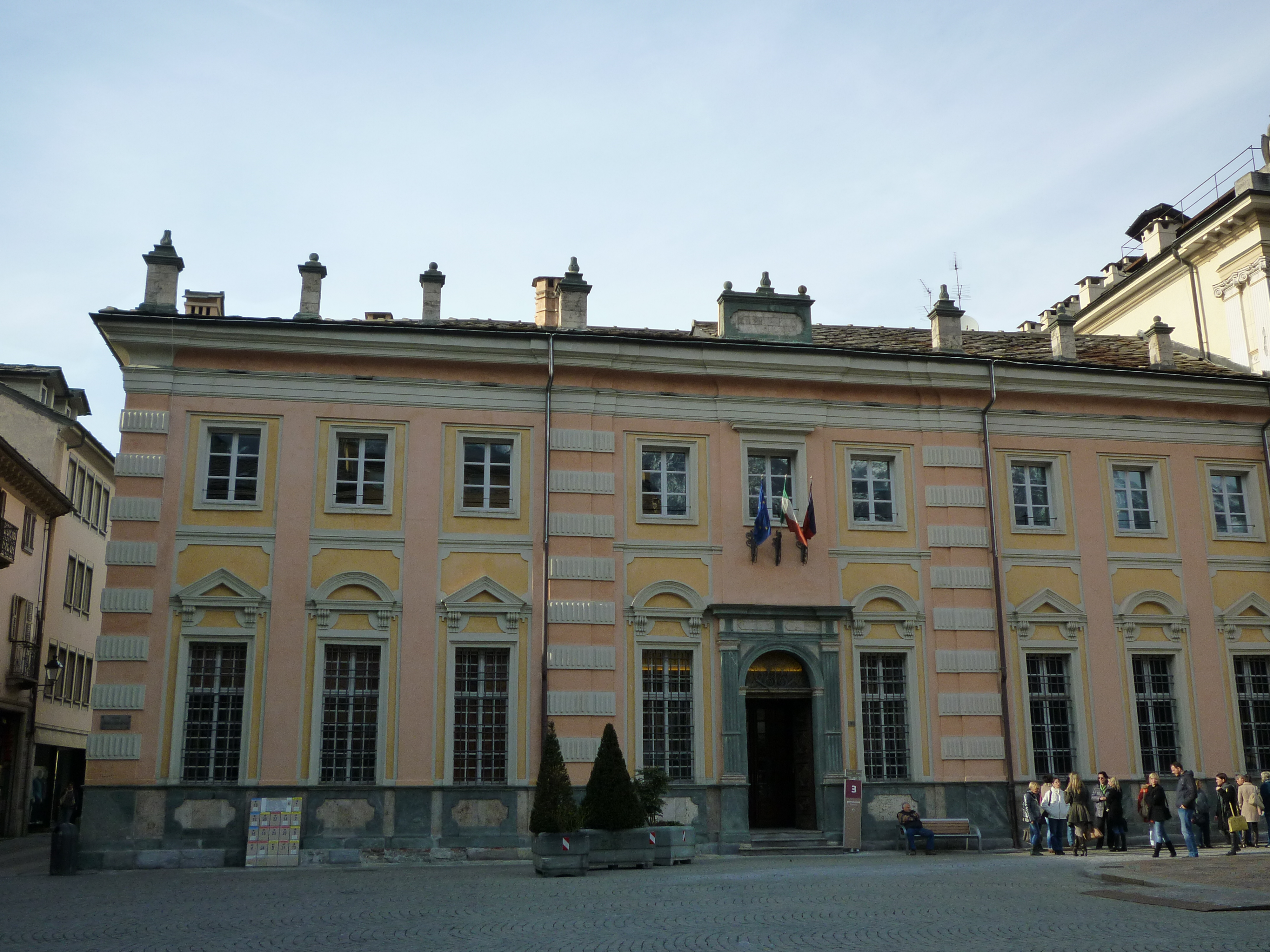
L'Hôtel des États.
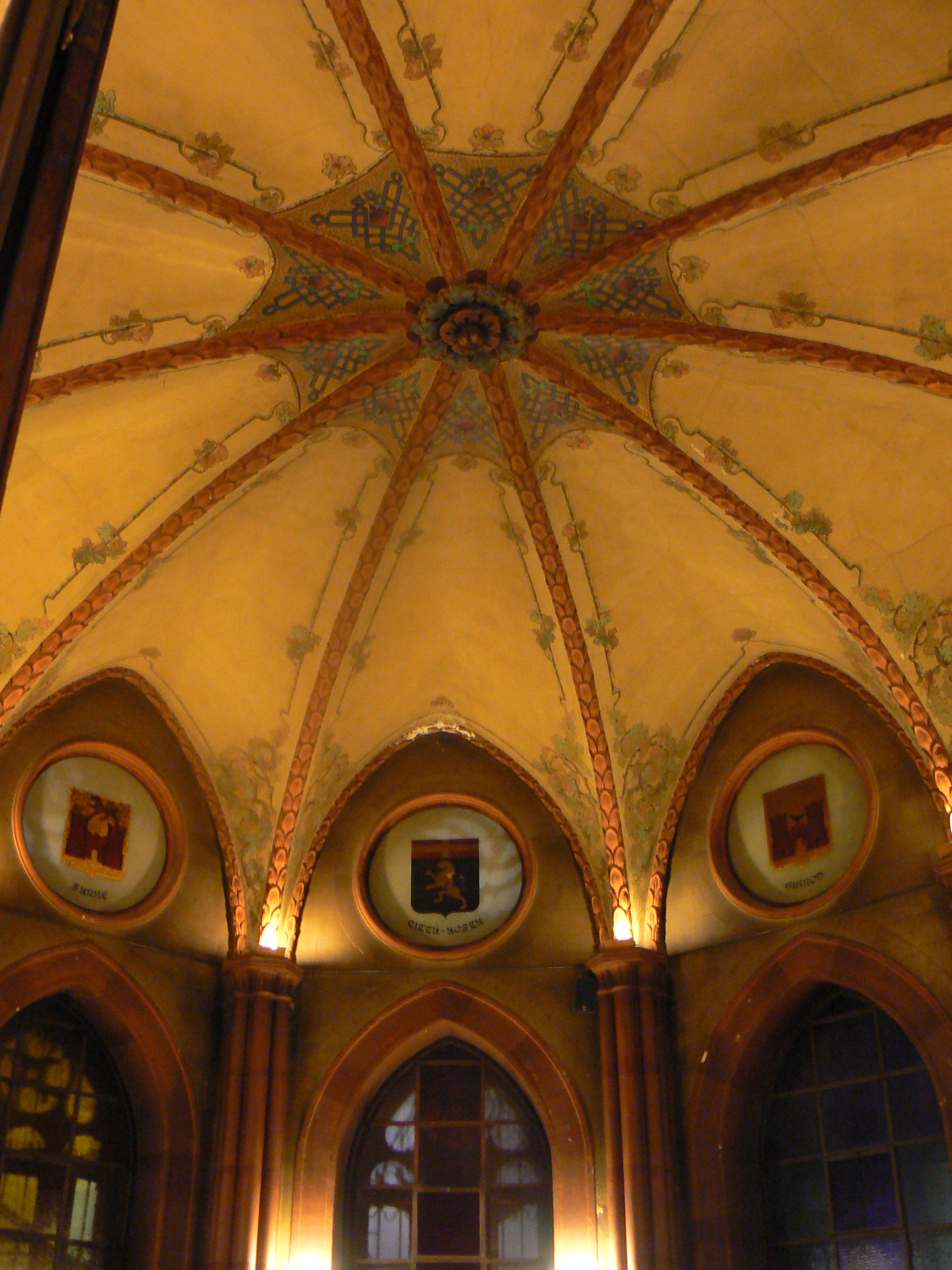
Le plafond de la salle gothique du Café national.
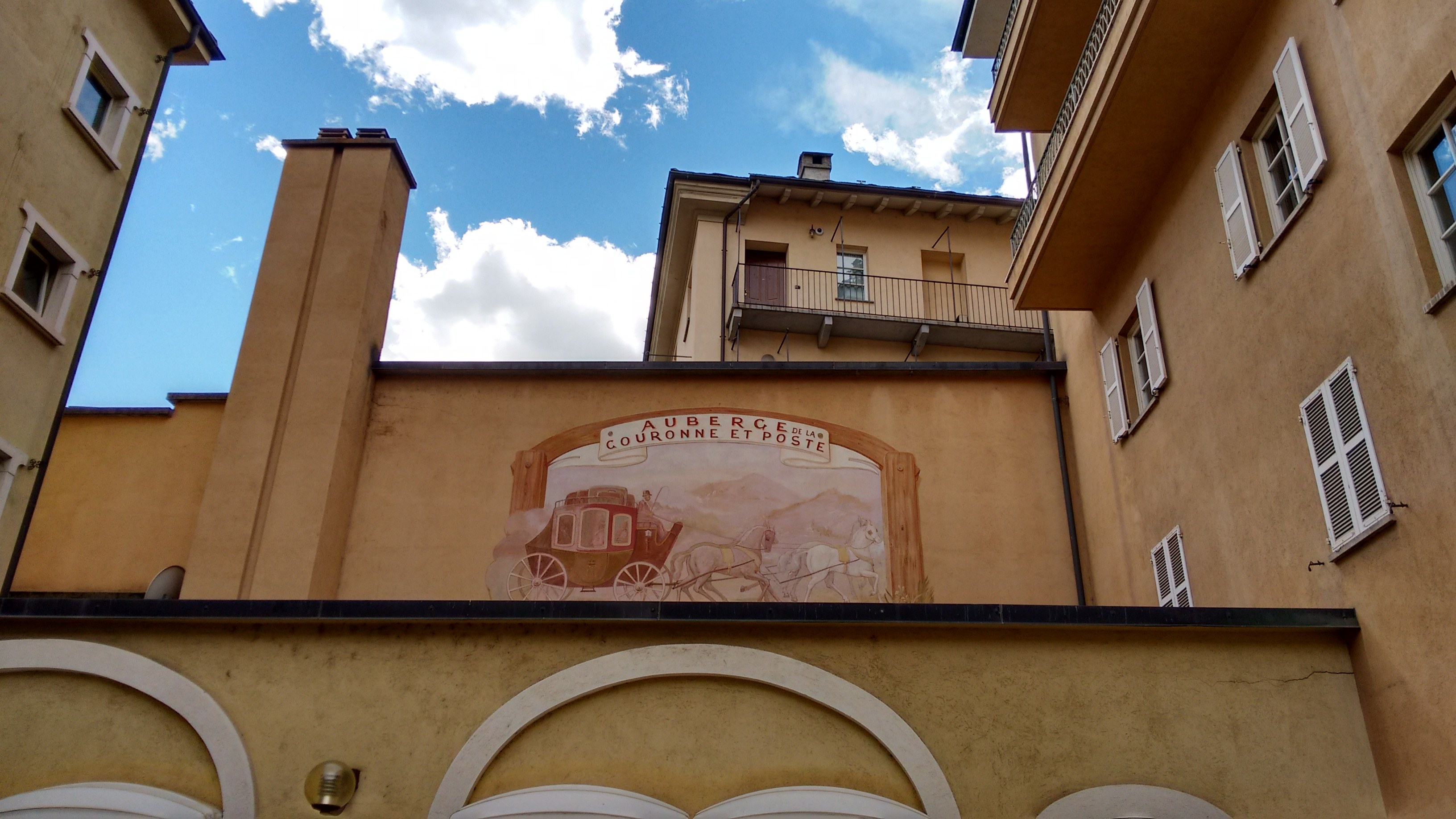
L'Hôtel de la couronne et de la poste.